# رياض الصالحين (قناة فضائية)
رياض الصالحين قناة فضائية إسلامية خاصة، غير تابعة لأي جهة حكومية أو تيار سياسي، تُعنى بتقديم محتوى ديني وتربوي معاصر، يجمع بين الأصالة وروح العصر. انطلقت القناة في 3 أيلول/سبتمبر 2024، وتبث من العاصمة الأردنية عمّان، وتعتمد خطابًا إعلاميًا هادفًا يتسم بالاعتدال والرسالة التربوية.

## التأسيس
تأسست القناة بمبادرة من مجموعة إعلاميين وعلماء ودعاة، تحت إشراف جهة إعلامية مستقلة، بهدف تقديم نموذج جديد من الإعلام الإسلامي المعتدل، البعيد عن الخطاب المتشنج، والمهتم بتزكية النفس وبناء الإنسان.

## الرؤية والرسالة
ترتكز القناة على رؤية واضحة تسعى إلى تقديم إعلام هادف، يجمع بين الالتزام الشرعي والمعالجة الواقعية لقضايا الإنسان المسلم، مع الالتزام بمنهج وسطي شمولي. تستلهم القناة رسالتها من قول الله تعالى:
«قَدْ أَفْلَحَ مَن زَكَّاهَا» – الشمس:9

## المحتوى والبرامج
تقدّم القناة باقة متنوعة من البرامج تشمل:
- تلاوات قرآنية بتدبّر وخشوع
- دروس ومحاضرات لعلماء ودعاة من مختلف أنحاء العالم الإسلامي
- برامج تربوية وأسرية
- فقرات إنشادية ومدائح نبوية
- أدعية وأذكار يومية
- برامج قصيرة للشباب والأسرة

تهدف هذه البرامج إلى بناء وعي إيماني سليم، وتعزيز قيم الوسطية والرحمة، وتحفيز الجمهور على الالتزام الأخلاقي والسلوك الإيجابي.

## الحضور الرقمي
تمتلك القناة حضورًا نشطًا على منصات التواصل الاجتماعي، مثل إنستغرام، يوتيوب، وثريدز، وتعمل على تعزيز تفاعلها الرقمي من خلال محتوى مرئي قصير، وتحديثات مستمرة.
كما أطلقت موقعًا إلكترونيًا رسميًا يحتوي على تعريف شامل بالقناة، وبرامجها، ورؤيتها، بالإضافة إلى مقالات إعلامية منشورة في منصات خارجية.

## روابط خارجية
- الموقع الرسمي
- القناة على يوتيوب
- الحساب على إنستغرام
- مقال Medium 1
- مقال Medium 2
- مقال Medium 3